# Hydriomena leucotaenia
Hydriomena leucotaenia là một loài bướm đêm trong họ Geometridae.